# Анак-Кракатау
Анак-Краката́у (индон. Anak-Krakatau — «дитя Кракатау») — необитаемый вулканический остров в Индонезии. Находится в акватории Тихого океана, в Зондском проливе, разделяющем острова Ява и Суматра. Представляет собой новый конус вулкана Кракатау, большая часть которого была уничтожена в извержении 1883 года.

## Возникновение
Остров представляет собой активный конус знаменитого вулкана Кракатау. В результате мощного извержения 1883 года вулкан был разрушен. На его месте появились новые малые острова: Сертунг, Раката, Раката-Кечил и скала Ботсмансротс — общей площадью 10,5 км². .
Исследователь Р. Вербеек в своем докладе об извержении Кракатау предсказал, что вскоре на месте разрушенного вулкана должен появиться новый вулкан. Это предсказание сбылось 29 декабря 1927 года, когда на этом месте произошло подводное извержение, но ранее подобное извержение, в том же районе было зарегистрировано в июне 1927 года.
Новый вулкан, названный Анак-Кракатау («Дитя Кракатау»), поднялся на 9 метров выше уровня моря через несколько дней. Остров появился в центре трёх островов, составлявших когда-то вулкан Кракатау, и состоял из извергнутых вулканом пемзы и пепла. Однако довольно быстро он был разрушен морем. В конце концов остров, названный по имени нового вулкана, выдержал битву с океаном и окончательно завоевал эту часть моря в августе 1930 года, когда лавовые потоки из жерла вулкана изливались в большем количестве, чем море их разрушало. Процесс рождения нового вулкана вызвал значительный интерес вулканологов и стал предметом широкого исследования.

## История
Первый «конус» вулкана достигал 67 метров в 1933 году и 138 метров в 1950 году, но под влиянием океана несколько раз размывался между 1933—1950 годах. Второй «конус» появился на дне озера, образовавшегося внутри кратера. Постепенно излившаяся лава заменила непрочный вулканический пепел, и в конечном итоге заполнила озеро и сделала вулкан более устойчивым к эрозии. В 1960 году новый «конус» достиг 30 метров, в 1968 году 160 метров и 181 метра в 1977 году. Анак-Кракатау вырастал в среднем на 13 см в неделю, начиная с 1950 года. Это соответствует в среднем 6,8 м в год. В 1960 году новый конус достиг 30 м, в 1968 году — 160 м и в 1977 году — 181 м.
К 2018 году диаметр кальдеры составлял около 4 км; в то время как высшая точка Кракатау находилась на острове Раката (813 метров), высота кратера Анак-Кракатау составляла 338 м.

## Извержение 2018 года и Цунами
22 декабря 2018 года на индонезийское побережье обрушилось цунами. Его причиной предположительно стал подводный оползень со склона Анак-Кракатау на участке площадью 64 гектара. В результате цунами в прибрежных провинциях Лампунг и Бантен погибли не менее 429 человек, пропали без вести более 150 человек, получили ранения различной степени тяжести более 1,4 тысячи человек и были вынуждены эвакуироваться и покинуть свои полностью или частично разрушенные стихией дома более 16 тысяч человек. К 27 декабря из-за извержения пепла, достигшего высоты в 7 километров, уровень тревоги был повышен до третьей степени, власти Индонезии объявили бесполетную зону в районе вулкана.
В результате серии извержений кратер вулкана разрушился и на его месте образовалась небольшая бухта; высота вулкана уменьшилась на две трети, а площадь острова — вдвое; две трети объема вулкана (около 150—170 миллионов кубических метров грунта и породы) исчезло.
Впоследствии было установлено, что причиной оползня не был взрыв вулкана, но наоборот, взрыв произошел после оползня, который высвободил давление на магматическую систему. Сам оползень произошел в результате долговременной нестабильности вулкана.

## Текущее состояние
Со дня своего рождения в 1927 году вулкан Анак-Кракатау пережил более 40 извержений силой в 1-3 балла по Шкале вулканической активности, из них три извержения силой в 3 балла. Последнее извержение силой в 3 балла произошло 27 декабря 2018 года.
Вулкан по-прежнему активен, а во время продолжающихся месяцами периодов активности происходят газово-пепловые выбросы, регистрируются взрывы и термальная активность. С 2018 произошло два извержения силой в 2 балла.
Во время периодов активности спокойствие в течение нескольких дней или недель чередуется с почти непрерывными стромболианскими извержениями. Анак-Кракатау позволяет учёным со всего мира проводить различные исследования, связанные с вулканической активностью. Правительством Индонезии официально запрещено жителям селиться ближе 3 км от острова.
После серии извержений с мая 2021 года высота конуса Анак-Кракатау увеличилась, и в ноябре 2022 года составляла 155 метров.

## Топографическая карта
- Лист карты B-48-XXII (Ю. П.) Лабухан. Масштаб: 1 : 200 000. Издание 1984 г.